# Il miracolo di santa Odilia
Il miracolo di santa Odilia è un romanzo di Laura Mancinelli pubblicato nel 1989 e vincitore nel medesimo anno del Premio "Città di Roma".

## Trama
La vicenda si svolge sulle colline del Monferrato, nell'Alto Medioevo. La bella Odilia, della nobile famiglia dei Conti di Agliano, fin da giovanissima viene destinata dai suoi parenti al convento, perché segua le tracce della sua zia omonima, badessa morta in odore di santità ma senza aver potuto compiere, né da viva né da morta, un miracolo, così da dare al suo parentado la gloria di avere una santa in famiglia. Prima di pronunciare i voti, Odilia assiste ad un torneo di cavalieri in partenza per una Crociata in Terra Santa. Un giovane dagli occhi azzurri e dal mantello turchino si ferma davanti al palco dove è seduta, attendendo di ricevere da lei un segno di omaggio e di benevolenza. Odilia gli lancia commossa la coroncina di fiori che porta in testa sul velo bianco di novizia. Passano gli anni. La giovane, non ancora ventenne, è già badessa e dimostra di saper amministrare oculatamente le rendite del convento così come di saper essere ligia a tutti i sacri doveri di monaca. Per contrastare la malinconia e la solitudine che l'assalgono nelle lunghe sere prive di attività, ricama insieme alle sue consorelle un magnifico arazzo che, con fili di preziose sete colorate, raffigura una  Dama con il liocorno. Quando l'arazzo è terminato, Odilia si accorge che la donzella ha proprio il suo volto e gli occhi del liocorno sono quelli del cavaliere che lei non ha mai scordato. Un giorno, alla porta del convento bussano dei pellegrini: fra di loro c'è proprio lui, il cavaliere che, a sua volta, non ha mai dimenticato Odilia: è stanco, ingrigito e triste. La Crociata non è stata un'avventura di gloria ma soltanto un'impresa di ruberie e di infamie. Da quel giorno, per volere della badessa, il cavaliere resterà ospite fisso nel convento, rendendosi utile alla comunità in molti modi. Ciò gli permetterà inoltre di restare vicino alla sua amata e di proteggerla, con un casto, platonico amore fatto di amichevoli passeggiate serali mano nella mano e dolci sguardi silenziosi quanto eloquenti. Altri personaggi entrano a far parte della storia: Ser Francesco, il nobile vicino che rifornisce di pregiatissimo vino le cantine della badessa, ma che pure propone a Odilia di coltivare lei stessa la vite nell'ottima terra che la circonda. Il convento diviene ben presto un cantiere dove fervono lavori agricoli e idraulici, con l'attiva collaborazione del cavaliere e soprattutto del Biondo Gerardo, servitore di Ser Francesco, un giovane di ottimo carattere e dal misterioso passato. Ma anche una frotta di bambini del vicino villaggio arriva a riempire le giornate del monastero: si istituisce una piccola scuola dove i piccoli, rivestiti e rifocillati, imparano a leggere e a scrivere, a svolgere utili mestieri, a cantare in coro e a suonare flauti e zufoli. Anche il vescovo Zenone, uomo un po' diffidente ma bonario, giunge in visita al convento per constatarne e ammirarne l'allegro fervore: è un mondo di letizia, di purezza di intenti, di produttività, e anche di buona tavola. La cuoca, Suor Buccia, è fra i personaggi più caratteristici: semplice e brontolona, si occupa ogni giorno, fra paioli e tegami, di cuocere pane e focacce, carni e verdure; sempre col timore che l'eccessiva generosità della badessa, verso i poveri ma anche verso i suoi ospiti, conduca un giorno alla penuria di provviste e all'indigenza. In tanto operosa allegrezza, in tanta cura per i beni donati all'uomo dalla terra, alla fine, in un misterioso scampanio di tutta la valle, sulla tomba della vecchia zia badessa lo sperato "miracolo di santa Odilia" avviene: resta il dubbio se per volere divino o soltanto per l'appassionata costanza umana.

## Struttura
Esposizione
Viene raccontata la storia di Odilia e di come sia morta senza aver compiuto alcun miracolo, nonostante avesse fatto di tutto perché ciò accadesse. Inoltre viene narrata la prima parte della vita della seconda Odilia.
Esordio
Si presenta al convento un cavaliere che Odilia, aveva conosciuto durante il raduno dei tanti che partivano per la Terra Santa, quando era ancora nel noviziato. Egli si presenta come pellegrino che chiede l’elemosina, ma la badessa riconosce subito e lo invita a pranzare insieme a lei e alle altre monache.
Peripezie
Odilia e il cavaliere trascorrono insieme nove mesi, durante i quali si innamorano sempre più l’uno dell’altra. Non sfuggono alla malinconia dell’autunno, ma Odilia riflette quanto quella malinconia sia diversa da quella degli altri anni: non minore, ma intrisa di dolcezza, forse persino più struggente.
Scioglimento
Il 21 dicembre, giorno del solstizio d’inverno, si compie il miracolo: in pieno inverno fiorisce il gelsomino, sprigionando nell'aria tutt'attorno il profumo dei suoi fiori bianchi. Alcuni giorni dopo Natale viene il vescovo con altri signori, religiosi e non, per stabilire se si tratti veramente di un miracolo, ed è allora capita un fatto miracoloso: tutte le campane del Monferrato suonano improvvisamente a festa.
La fabula non sempre coincide con l'intreccio perché ci sono alcuni flash-back per raccontare le vicende vissute dai personaggi.
Il narratore è onnisciente ed esterno alla vicenda, anche se c’è una frase in prima persona singolare nel XXIV capitolo: «Credo che tutti, signori e bimbi e monachelle, mangiassero allegramente quel pasto inusitato…».